# Коли Земля скрикнула
«Коли земля скрикнула» (англ. When the World Screamed) — науково-фантастична повість  шотландського письменика Артура Конана Дойла. Вперше була опублікована в Liberty Magazine 25 лютого — 3 березня 1928 року.
Твір є п'ятим у циклі творів про професора Челленджера. Професор Челленджер стверджує, що Земля не має ні найменшої уяви про те, як людство експлуатує її, більше того, вона не підозрює про існування людини. Джордж Челленджер розповідає своєму другові, журналісту Мелоуну, що хоче щоб Земля довідалася, що існує щонайменше одна людина - Джордж Едуард Челленджер, — яка вимагає до себе уваги.
Декілька років безустанної роботи, яка, не припиняючись ні вдень, ні вночі, велася за допомогою всіляких бурів, свердлів, землечерпалок і вибухів, привели до мети - Челленджер пробив земну кору. Її товщина склала чотирнадцять тисяч чотириста сорок два ярди. Далі він планував добратися до «живої плоті Землі».
Професор домігся своєї мети, й після того, як він просвердлив земну мантію, по всій землі понеслося ревіння, у якому біль, гнів, погроза й ображена велич Природи злилися в жахаючий пронизливий звук. Він тривав цілу хвилину й був подібний голосам тисячі сирен, що злилися воєдино; він пронісся по всьому південному узбережжю, досяг берегів сусідньої Франції, перелетівши через Ла-Манш, і зрештою станув у спокійному літньому повітрі. А сам Челленджер одержав світове визнання.